# Helga Kästner
Helga Kästner (* 25. August 1935 in Niemegk; † 22. Januar 2025 in Brandenburg an der Havel) war eine Lehrerin und Ortschronistin von Bad Belzig. Sie wurde mit dem Bundesverdienstkreuz ausgezeichnet und war Ehrenbürgerin ihrer Heimatstadt.

## Leben und Werk

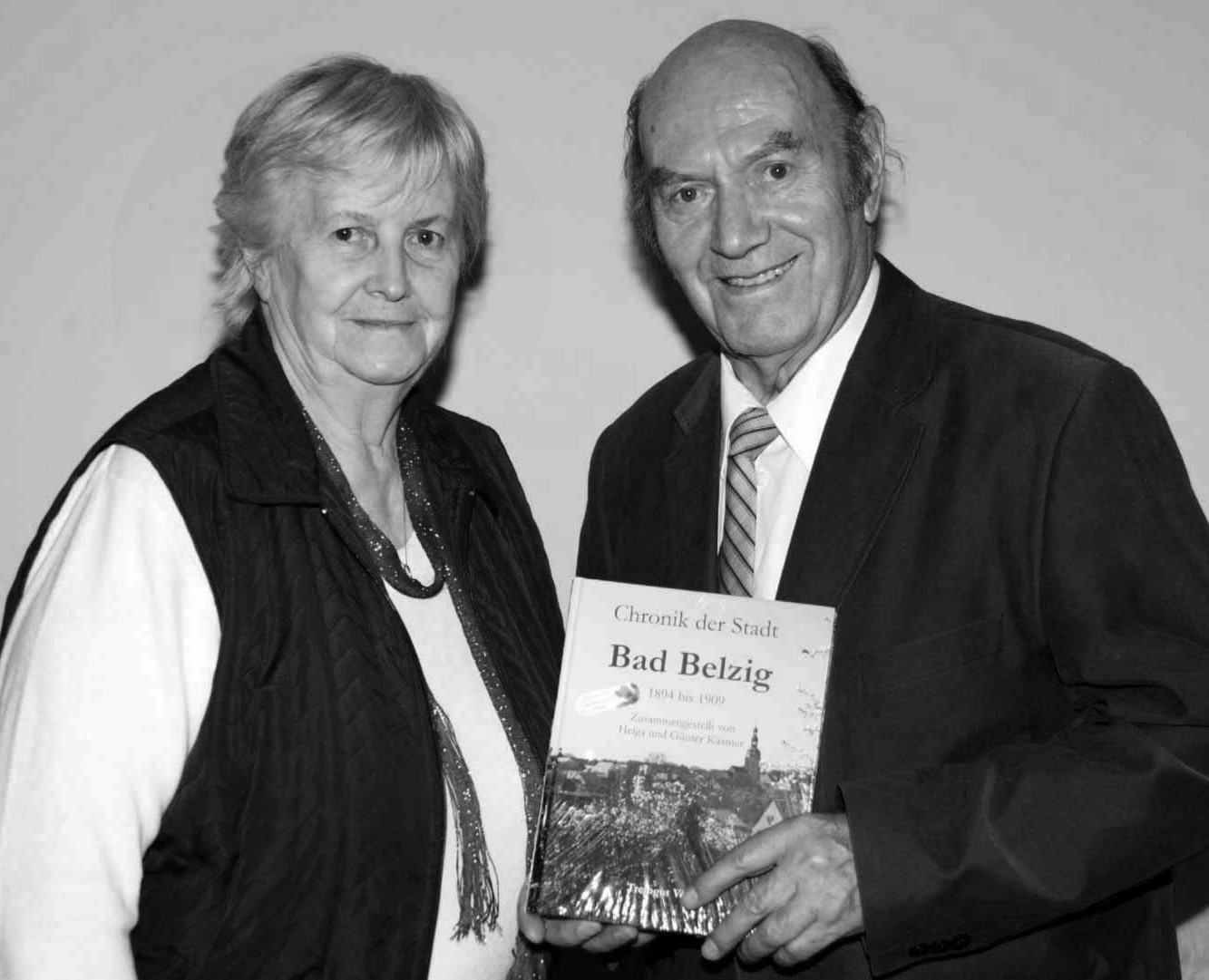
Helga und Günter Kästner 2011

Helga Kästner wuchs in Niemegk im Hohen Fläming auf. Ihr Vater arbeitete als Schulleiter in der Stadt, und die Familie wohnte in dem Schulgebäude, das sie später bis zur 10. Klasse als Schülerin besuchte und in dem sie 1955 selber begann, als Lehrerin zu arbeiten. 1958 wurde sie nach Belzig an die Bruno-Kühn-Oberschule (heute Krause-Tschetschog-Oberschule) versetzt. Im selben Jahr lernte sie ihren späteren Ehemann Günter Kästner (1932–2022) kennen, der als Lehrer an dieser Schule arbeitete, und hatte mit ihm zwei Kinder (Tochter, Sohn). Helga Kästner unterrichtete die Fächer Deutsch, Russisch, Englisch, Biologie und Sport und war 1985 als Deutschlehrerin an der sprachlichen Redaktion des Belziger Heimatkalenders beteiligt, der von da an jährlich erschien. Nach 1994 erschien der Kalender unter dem Titel Zwischen Fläming und Havelland.
Die erste von ihr herausgegebene Ortschronik erschien 1993 unter dem Titel Was, Sie kennen den Fläming nicht (Autor Joachim Niepelt) zu ihrer Geburtsstadt Niemegk. Seitdem ist die Erforschung der Geschichte des Flämings sowie der Orte im größeren Landkreis Potsdam-Mittelmark im Land Brandenburg zunehmend Inhalt ihrer Arbeit geworden. Insgesamt verfasste oder lektorierte Kästner dabei über 100 Bücher und Broschüren mit Ortschroniken und anderen heimatgeschichtlichen Schriften. Sie arbeitete eng mit ihrem Ehemann Günter zusammen, der sich in seiner Freizeit mit Fotografie beschäftigte. In einer mehrteiligen Buchreihe zur Geschichte der Stadt Bad Belzig thematisiert das Ehepaar seit 2011 die Historie des Ortes seit 1871. Helga Kästner wirkte bis 2023 als offizielle Stadtchronistin von Bad Belzig.
Im Jahr 2004 wurde das Ehepaar für sein heimatgeschichtliches Werk mit dem Bundesverdienstkreuz ausgezeichnet. Im Jahr 2020 wurden Helga und Günter Kästner zu Ehrenbürgern der Stadt Bad Belzig ernannt.

## Veröffentlichungen (Auswahl)
- 1997 (Hrsg.) 1000 Jahre Belzig: Blick in die Vergangenheit, Belzig: Stadt Belzig (ohne ISBN)
- 1997 (Hrsg.) Rund um Belzig: Orts- und Flurnamen, Findlinge und Bäume, Bäche und Teiche, Belzig: Förderkreis Museum Burg Eisenhardt (ohne ISBN)
- 2017 (Hrsg.) Schicksale: Dokumentation über das Zwangsarbeiterlager Roederhof in Belzig, Berlin: Pro Business, ISBN 978-3-86460-591-8 (Autor Gerhard Dorbritz)
- 2019 (Hrsg. mit Benjamin Stamer) Jüdisches Leben im ländlichen Raum: Spurensuche in der Region Bad Belzig 1933–1945, Berlin: Treibgut Verlag, ISBN 978-3-947674-02-2
- 2020 (Hrsg.) Chronik der Stadt Bad Belzig 1945 bis 1960, Berlin: Treibgut Verlag, ISBN 978-3-947674-26-8
- 2020 (Hrsg.) KdF-Sportheim – Schule des MfS – ZEGG: über ein geschichtsträchtiges Gelände in Bad Belzig, Berlin: Treibgut Verlag, ISBN 978-3-947674-19-0
- 2022 (Hrsg.) Die kurzgefasste Geschichte des Hohen Flämings, Berlin: Treibgut Verlag, ISBN 978-3-947674-39-8 (Autor Martin Opitz)
- 2023 (Hrsg.) Erinnerungen,  Berlin: Treibgut Verlag, ISBN 978-3-947674-48-0